# Ferdinand de Lesseps
Ferdinand Marie vikomt de Lesseps (19. listopadu 1805 – 7. prosince 1894) byl francouzský diplomat a podnikatel. Proslavil se vybudováním Suezského průplavu, jeho projekt Panamského průplavu skončil neúspěchem.

## Život
Předkové Ferdinanda de Lessepse od poloviny 18. století působili v diplomatických službách. Jeho otec Mathieu de Lesseps pracoval jako vyslanec v mnoha zemích, matka byla Španělka. Jeho teta, hraběnka de Montijo, byla matkou císařovny Evženie. Ferdinand se narodil ve Versailles, ale první léta prožil v Itálii, kde byl otec jako diplomat ve službách Napoleona I. Později studoval v Paříži obchodní právo, ale raději se věnoval jízdě na koni. Stal se vynikajícím jezdcem, což se mu hodilo při jeho aktivitách v severní Africe. Ferdinand de Lesseps byl v roce 1825 jmenován konzulem v Lisabonu, v roce 1827 v Tunisu a od roku 1832 byl konzulem v Alexandrii. Za svého pobytu se spřátelil se synem tamního místokrále, princem Saidem. Od roku 1840 vykonával diplomatickou službu ve Španělsku. Jeho kariéra skončila v roce 1849 během diplomatické mise v Itálii, když nesouhlasil se změnou francouzské zahraniční politiky a byl obviněn ze spolupráce s nepřítelem. Uchýlil se s rodinou na svůj zámeček ve Francii.

### Rodinný život
Ferdinand de Lesseps měl 17 dětí se dvěma manželkami, poslední dítě měl ve věku 78 let. S první ženou Agathe Dellamale (1819–1853), měl pět synů. V roce 1853 jej postihla tragédie v osobním životě, když manželka a jeden syn zemřeli krátce po sobě na záškrt. V šedesáti čtyřech letech se znovu oženil. Louise-Hélène Autard de Bragard (1848-1909) pocházela z ostrova Mauricius a v době sňatku jí bylo 21 let. Za šestnáct let trvání manželství se jim narodilo 12 dětí, šest chlapců a šest děvčat.

### Suezský průplav
V roce 1854 založil Všeobecnou společnost pro Suezský námořní průplav. Rakouskému odborníkovi Aloisi Negrellimu zadal vypracování projektu. V roce 1856 se stal konzulem v Káhiře a získal koncesi na stavbu průplavu od svého přítele Saída Paši, který se stal místokrálem Egypta. Lesseps přilákal řadu investorů z celého světa a shromáždil značné finanční prostředky. Stavbu podpořili také císař Napoleon III. a císařovna Evženie.
Kanál byl otevřen po 11 letech stavby, kterou provázely mnohé potíže, v roce 1869. Stal se z něj „slavný a bohatý“ muž. Byl jmenován členem francouzské Akademie, stal se předsedou pařížské Geografické společnosti. Mohl se uchýlit do ústraní, a užívat si stáří.

### Panamský průplav
V roce 1880 ve věku 75 letech zahájil projekt Panamského průplavu, spojení Tichého a Atlantského oceánu v Panamě. Podle Lessepsových plánů měl být průplav na úrovni mořské hladiny. Obrovské potíže znemožňovaly výstavbu podle původní koncepce. Šlo zejména o velké sesuvy půdy po tropických deštích a epidemii malárie (způsobené komáry), na kterou umíralo mnoho dělníků. O devět let později, v roce 1889 skončil francouzský projekt v Panamě nezdarem a finančním krachem. V tzv. Panamské aféře byl Lesseps postaven před soud a odsouzen za zpronevěru na pět let do vězení. Vzhledem k vysokému věku nemusel trest nastoupit. Průplav dokončili až později Američané, kteří zvolili variantu se zdymadly.
Lesseps zemřel v roce 1894 na svém zámečku La Chesnaye, v Guilly. Jeho tělo bylo převezeno vlakem do Paříže, kde byl pohřben v rodinné hrobce na hřbitově Père-Lachaise.

## Fotogalerie

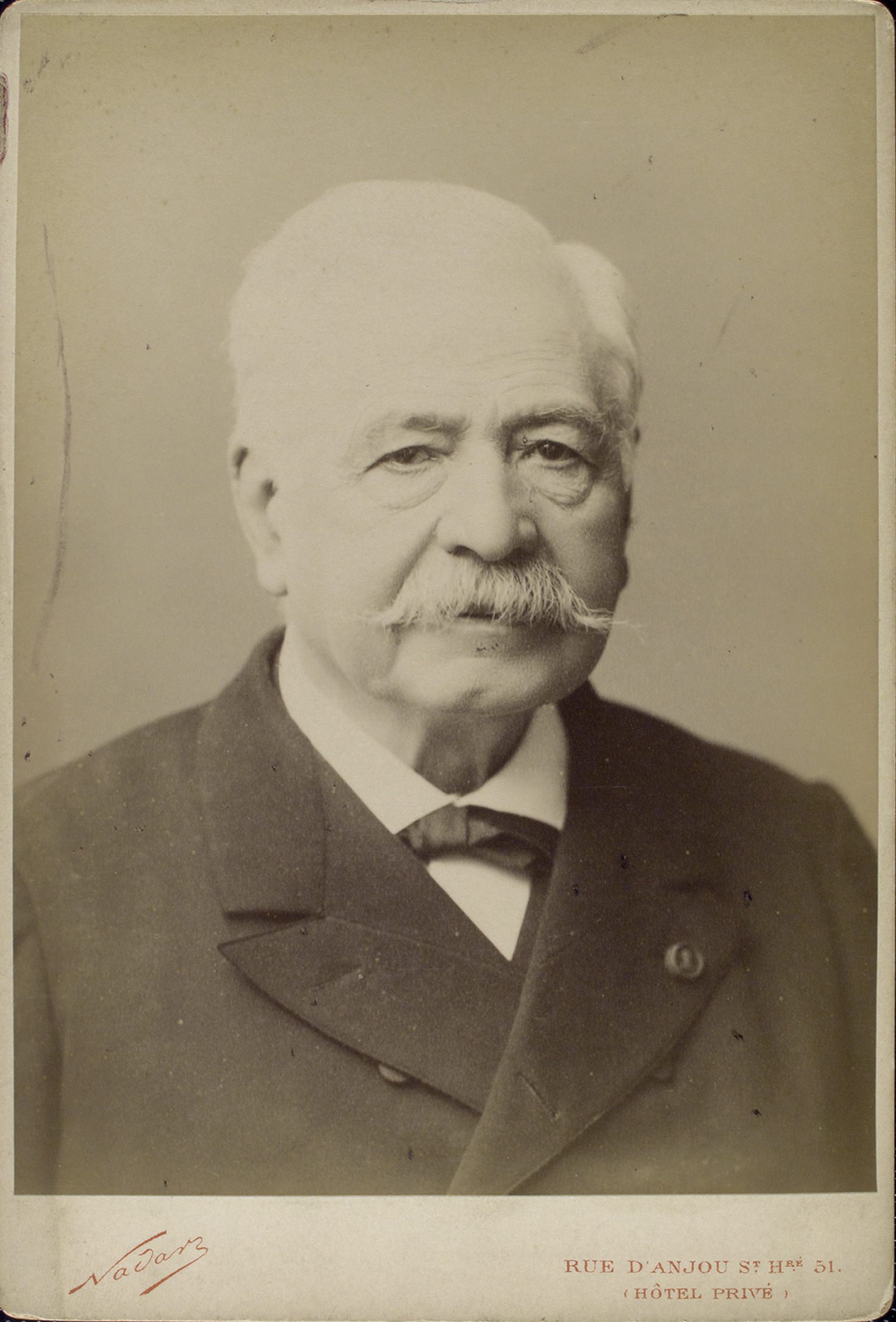
Ferdinand de Lesseps
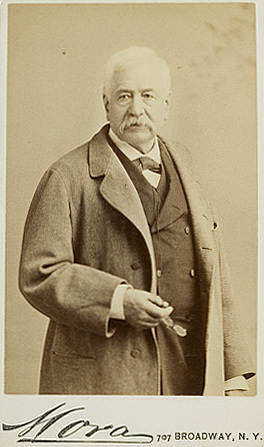
Ferdinand de Lesseps
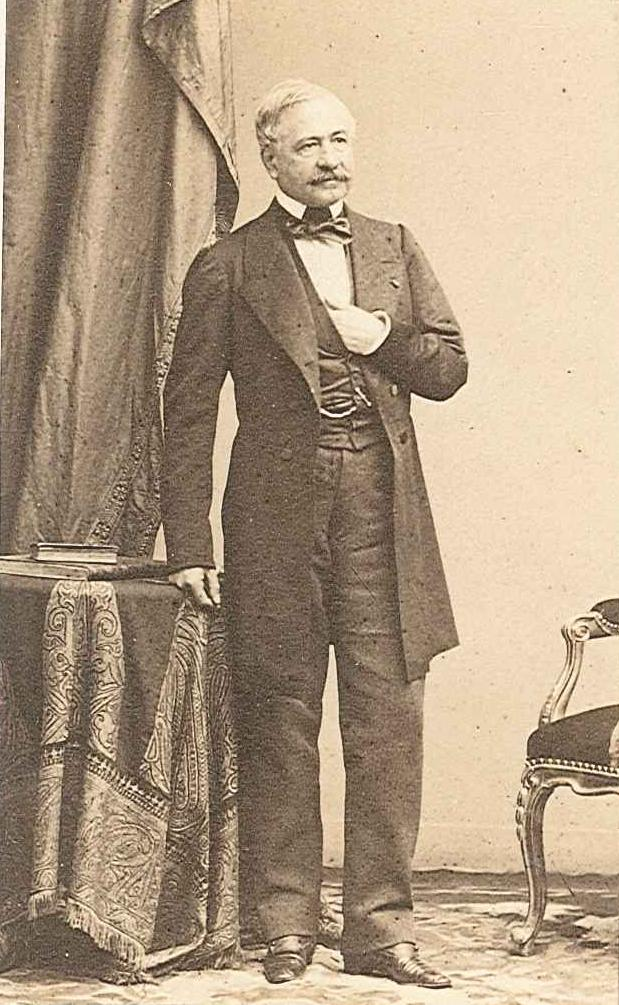
Ferdinand de Lesseps
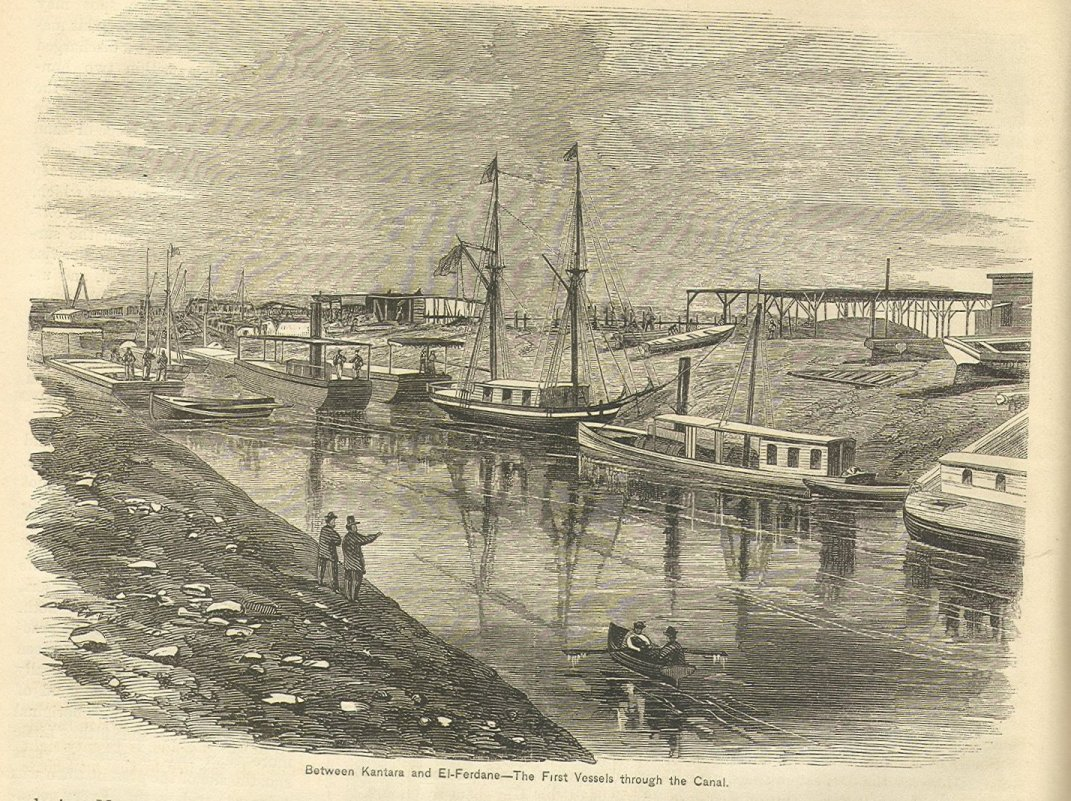
Suezský kanál (1869)
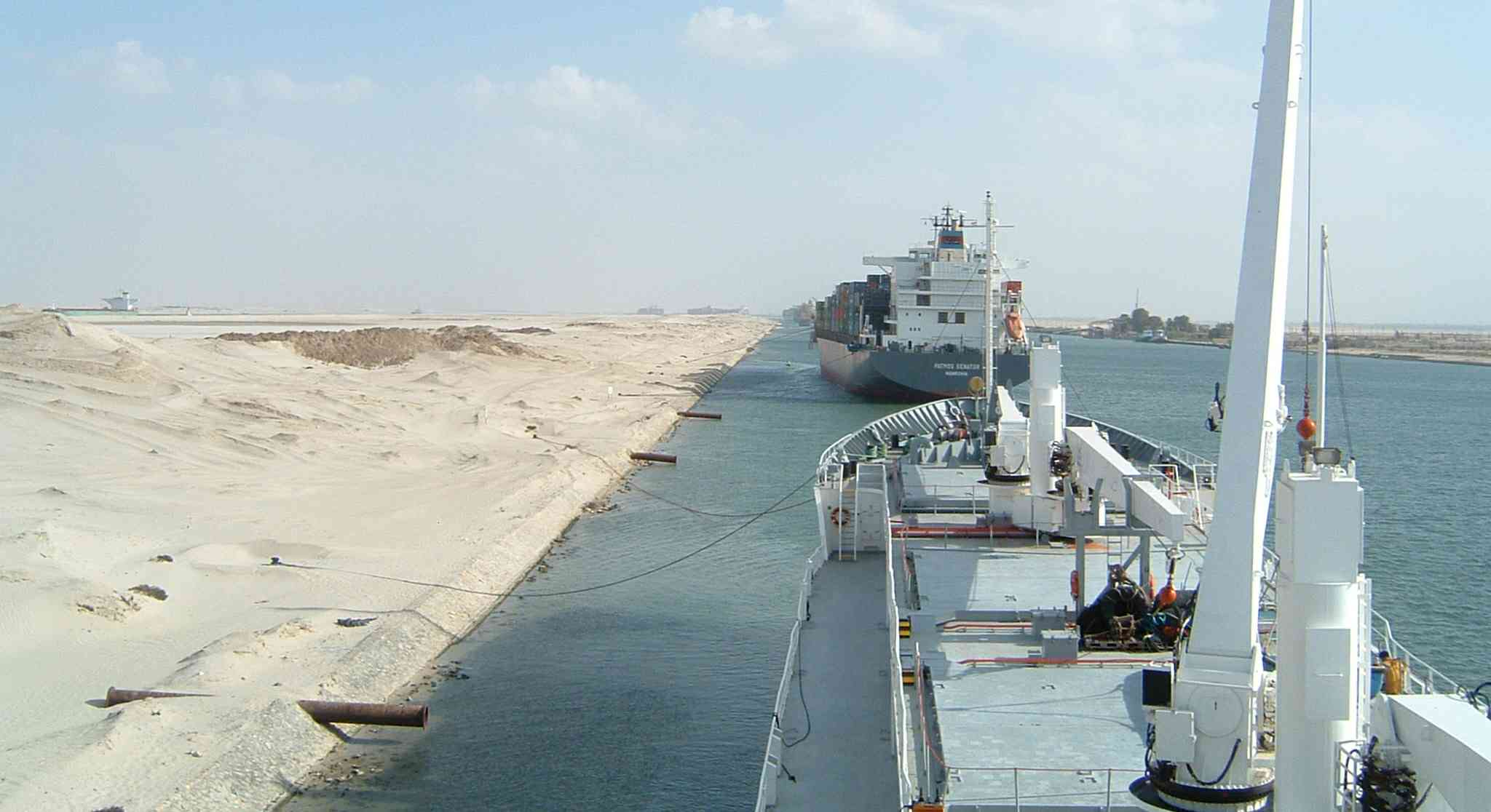
Suezský kanál (2005)